# Cadulus obesus
Cadulus obesus is een Scaphopodasoort uit de familie van de Gadilidae. De wetenschappelijke naam van de soort is voor het eerst geldig gepubliceerd in 1879 door Watson.